# Valter Thomasson
Per Valter Thomasson, född 8 juni 1916 i Klippan i Gråmanstorps församling, död där 3 mars 1980, var en svensk yrkesmålare och målare.
Han var son till Nils Thomasson och Esther Bolmgren. Thomasson utbildade sig till yrkesmålare som lärling vid en målerifirma i Klippan och var som konstnär autodidakt. Han medverkade i samlingsutställningar med Helsingborgs konstförening på Vikingsbergs konstmuseum. Hans konst består av stilleben, landskap samt små naturalistiska fågelbilder.
Valter Thomasson är begravd på Klippans kapellkyrkogård.